# Aït Ouarzedine
Aït Ouarzedine est un village à environ 90 km d’Alger, faisant partie de la commune de Tadmaït, daïra de Draâ Ben Khedda, wilaya de Tizi Ouzou, en Algérie.

## Localisation
Le village d'Aït Ouarzedine est situé dans la commune de Tadmaït dans la Wilaya de Tizi Ouzou et se situe à environ 90 km à l'est d'Alger